# Rosh Penin
Rosh Penin era un estudiante de la academia Jedi que fue entrenado por Kyle Katarn, era un humano bastante introvertido y dudoso de los Jedi, este también en un ocasión se pasa al lado oscuro, su sable era de hoja amarilla y era el mejor amigo de Jaden Korr, al igual que este su destino fue desconocido al hacerse dos versiones.
La primera dice que es asesinado por Jaden que cede a su ira y la descarga contra Rosh, el que se había pasado al lado oscuro por miedo a que estos le matasen, la que fue la cobertura perfecta al tener un sentimiento oscuro de su lado, muere en los brazos de su maestro diciéndole "perdóname Kyle, has perdido a tus dos alumnos" a lo que Kyle respondió "no Rosh, tu eres un Jedi".
La segunda dice que sobrevivió al controlarse Jaden, pero Alora le corta el brazo izquierdo, le ponen un brazo robótico como el de Luke.
Durante el tiempo que fue del lado oscuro se convirtió en el consentido de Tavion, lo que hizo ponerse celosa a Alora, y lo entregó a Jaden a su voluntad.
La vez que peleó con Jaden lo hizo junto con dos Sith , pero estos no tenían sable, hacían cosas simples como atrapar a Jaden mientras Rosh le golpeaba, o sanarlo con sus poderes, estos dos mueren y Rosh se salva gracias a la intromisión de Tavion.
La primera broma que le hizo a Jaden fue soltarle un androide de entrenamiento de sable, que de haber estado configurado para el entrenamiento de Luke, éste le habría matado.
- Datos: Q907262